# Westerkerk (Amersfoort)
De Westerkerk is een Nederlandse Gereformeerde kerk aan de Lingestraat 10/Dollardstraat 58 in Amersfoort. De kerkgemeenschap heeft anno 2017 ongeveer 700 leden.
Het kerkgebouw is in 1996 aangewezen als rijksmonument vanwege het in de kerk aanwezige kerkorgel. Dit orgel werd oorspronkelijk gebouwd in 1883 voor de Haarlemse doopsgezinde kerk door P. Flaes uit Amsterdam, maar werd in 1968 overgeplaatst.